# Giulio Sascia Tignino
Giulio Sascia Tignino (Catania, 16 giugno 1933 – Ginevra, 10 aprile 2012) è stato un politico italiano.

## Biografia
Nacque a Catania nel 1933, da Michelangelo (1903-1983), un assicuratore originario di Gela, e da Ernesta Cok (1906-1983), un'impiegata originaria di Trieste, di cui era primogenito di tre figli. I genitori, che al momento della sua nascita non erano sposati, erano ambedue iscritti al Partito Comunista d'Italia e nel corso del Ventennio svolsero attività antifascista a Catania, fatto per il quale il padre fu arrestato. La madre fondò nel capoluogo etneo la locale sezione dell'UDI nel 1945.
Come il padre, Tignino lavorò nel settore assicurativo, e dal 1968 era agente generale di INA Assitalia per la provincia di Catania. È stato delegato del presidente della Camera di commercio di Catania dal 1971 al 1977.
Sposato due volte, e padre di tre figlie, è morto nel 2012 all'età di 79 anni a Ginevra, in una clinica dove era ricoverato per problemi al fegato.

### Attività politica
Tignino aderì al Partito Comunista Italiano giovanissimo, nell'immediato dopoguerra, della cui sezione giovanile, la Federazione Giovanile Comunista Italiana, è stato vicepresidente provinciale dal 1948 al 1950. Componente del comitato provinciale del PCI, nonché vicepresidente del movimento politico universitario ad esso legato, nel 1957 abbandonò il partito, per dissenso rispetto alla sua linea politica in merito ai fatti di Budapest dell'anno prima, e aderì al Partito Socialista Italiano. Nel PSI, Tignino fu uno dei maggiori esponenti nel Catanese e fece parte alla corrente "di sinistra" che a livello nazionale faceva riferimento a Riccardo Lombardi, e vi ricoprì la carica di segretario provinciale dal 1978 al 1980.
Eletto per la prima volta consigliere provinciale nel 1980 con 1.372 preferenze, è stato assessore ai lavori pubblici e vicepresidente della Provincia di Catania, nella giunta guidata dal democristiano Giacomo Sciuto nel 1981-83. Capogruppo del PSI al consiglio provinciale di Catania nella legislatura 1985-90, si candidò alle elezioni regionali in Sicilia del 1986, in cui ottenne 16.449 preferenze, che però non gli permisero l'elezione a deputato all'Assemblea Regionale Siciliana. Tignino divenne successivamente presidente della Provincia Regionale di Catania, carica che ricoprì dal 1989 al 1991.
Dopo lo scioglimento del PSI avvenuto a seguito dello scandalo Tangentopoli, aderì al Nuovo PSI, di ispirazione craxista, di cui nel 2003 è stato eletto membro del consiglio nazionale.

## Controversie
- Nel 1949, assieme ad un'altra ventina di giovani militanti comunisti, aggredì un giovane militante del Movimento Sociale Italiano, durante un comizio tenuto al Teatro Sangiorgi di Catania da Vittorio Ambrosini, che causò scontri con i militanti missini, in cui lo stesso Tignino rimase ferito.[15]

- Il 15 settembre 1978, Tignino fu vittima di un agguato nei pressi dell'Aeroporto di Catania-Fontanarossa, con una ferita da arma da fuoco sparata da un individuo ignoto.[16]

- Nel 1992, Tignino è stato condannato in primo grado dal Tribunale di Catania a un anno e dieci mesi di reclusione con la formula della pena sospesa, per abuso d'ufficio a fini patrimoniali per fatti risalenti a due anni prima, e all'interdizione dai pubblici uffici.[17][18]

- Nel maggio 1993, Tignino fu arrestato e incarcerato assieme ai democristiani Antonino Drago e Francesco Attaguile, per una questione di tangenti relativa alla costruzione del Centro fieristico le Ciminiere, a seguito di denuncia fatta dall'imprenditore edile Francesco Finocchiaro, alla cui azienda era stato assegnato l'appalto.[19] Questi lo accusò di aver ricevuto una richiesta di tangente da un miliardo di lire nel 1989, quando era presidente della provincia.[20] Scarcerato cinque mesi più tardi, nel 1995, imputato assieme ad altre 23 persone coinvolte nella Tangentopoli catanese - in cui figuravano, oltre a Drago e Attaguile, anche Salvo Andò e Rino Nicolosi - il Tribunale di Catania lo condannò a 4 anni e 6 mesi di reclusioni per il reato di corruzione al primo grado di giudizio.[21][22] Il 30 settembre 1999, la sentenza fu annullata con rinvio dalla Corte di cassazione.[23] Nel corso del secondo appello è intervenuta la prescrizione nel 2002, grazie anche alle attenuanti generiche, confermata due anni più tardi dalla Cassazione.[24]